# Jonathan Mestel
Andrew Jonathan Mestel (ur. 13 marca 1957 w Cambridge) – angielski szachista, arcymistrz od 1982 roku, doktor matematyki stosowanej.
Jest synem astronoma Leona Mestela, nagrodzonego Medalem Eddingtona i Złotym Medalem Królewskiego Towarzystwa Astronomicznego. Pracuje w Imperial College London, zajmuje się magnetohydrodynamiką i dynamiką płynów. Od 1982 roku jest żonaty, ma jedno dziecko (syn David, ur. 1992).

## Kariera szachowa
W roku 1974 zdobył tytuł mistrza świata juniorów do 16 lat. Wkrótce awansował do czołówki brytyjskich szachistów, trzykrotnie (1976, 1983, 1988) zdobywając tytuł indywidualnego mistrza Wielkiej Brytanii. W roku 1982 jedyny raz w swojej karierze wystąpił w Las Palmas w turnieju międzystrefowym (eliminacji mistrzostw świata), zajmując IX miejsce.
Wielokrotnie reprezentował Anglię w turniejach drużynowych, m.in.:
- sześciokrotnie na olimpiadach szachowych (w latach 1976, 1978, 1980, 1982, 1984, 1988); czterokrotny medalista: wspólnie z drużyną – dwukrotnie srebrny (1984, 1988) i brązowy (1976) oraz indywidualnie – złoty (1984 – na V szachownicy)[2],
- na drużynowych mistrzostwach świata (w roku 1985); dwukrotny medalista: wspólnie z drużyną – brązowy (1985) oraz indywidualnie – brązowy (1985 – na V szachownicy)[3],
- trzykrotnie na drużynowych mistrzostwach Europy (w latach 1977, 1980, 1983); trzykrotny medalista: wspólnie z drużyną – brązowy (1980) oraz indywidualnie – złoty (1983 – na IV szachownicy) i srebrny (1980 – na VII szachownicy)[4].

Do jego największych sukcesów w turniejach międzynarodowych należą m.in. dz. III m. w mistrzostwach świata juniorów do lat 20 (Tjentište 1975, za Walerijem Czechowem i Larry Christiansenem, wraz z Wencisławem Inkiowem), dz. II m. w Birmingham (1975, za MIlanem Matuloviciem, wraz z Anthony Milesem), (dz. II m. w Londynie (1977, za Vlastimilem Hortem, wraz z Miguelem Quinterosem i Michaelem Steanem), dz. I m. w Esbjergu (1979, turniej The North Sea Cup, wspólnie z Laszlo Vadaszem), dz. I m. w Marbelli (1982, turniej strefowy, wraz z Johnem Nunnem, Johnem van der Wielem i Michaelem Steanem), III m. w Hastings (1983/84, za Larsem Karlssonem i Jonathanem Speelmanem) oraz dz. II m. w Esbjergu (1984, za Nigelem Shortem, wraz z Larsem Karlssonem).
Najwyższy ranking w karierze osiągnął 1 stycznia 1984 r., z wynikiem 2545 punktów dzielił wówczas 35-37. miejsce na światowej liście FIDE, jednocześnie zajmując 3. miejsce (za Johnem Nunnem i Anthony Milesem) wśród angielskich szachistów.
W 1997 r. został pierwszym szachistą w historii, który, posiadając tytuł arcymistrza nadany przed Międzynarodową Federację Szachową, otrzymał drugi - w dziedzinie rozwiązywania zadań szachowych. W tym samym roku zdobył w Puli tytuł mistrza świata w tej dyscyplinie. Na liście rankingowej w dniu 1 kwietnia 2014 r. dotyczącej rozgrywek w rozwiązywaniu zadań zajmował 20. miejsce na świecie z wynikiem 2551 punktów.